# 貝爾森體育場
貝爾森體育場是一座位於紐約皇后區烏托邦公園大道聖若望大學校區可容納2,168人的足球專用體育場。它是聖若望紅色風暴男女足球隊的主場。本體育場的獨特之處在於它建在停車場頂部，以節省皇后區密集的城市空間。
體育場以Maxine和杰羅姆·貝爾森的名字命名。貝爾森先生畢業於聖約翰法學院，是校董事會的成員，也是本校過去的恩人。貝爾森夫婦為體育場的建設捐贈了600萬美元，另外還為了停車場和景觀美化籌措了500萬美元。

## 外部連結
- 貝爾森體育場 （页面存档备份，存于）

40°43′28″N 73°47′34″W / 40.724307°N 73.792838°W